# Kia Shuma
Kia Shuma — автомобиль среднего класса фирмы Kia Motors.
Существовало две серии этой модели:
- Shuma I; с 1997 по 2001[1]
- Shuma II; с 2001 по 2004[2]

Shuma I и Shuma II отличались комплектацией и двигателями, но с технической стороны и внешним видом почти идентичны. Выпускались в виде седана и хетчбэка. Изготавливались на заводе в Хвансоне (Южная Корея), а также по лицензии на заводе Ижавто.

## Shuma I
Двигатели:
- 1,5 литровый, бензиновый 65 кВт/88 л. с., 16V модель FB
- 1,6 литровый, бензиновый 76 кВт/92 л. с., 16v модель BF
- 1,8 литровый, бензиновый 81 кВт/110 л. с., 16V модель T8

Kia Shuma I
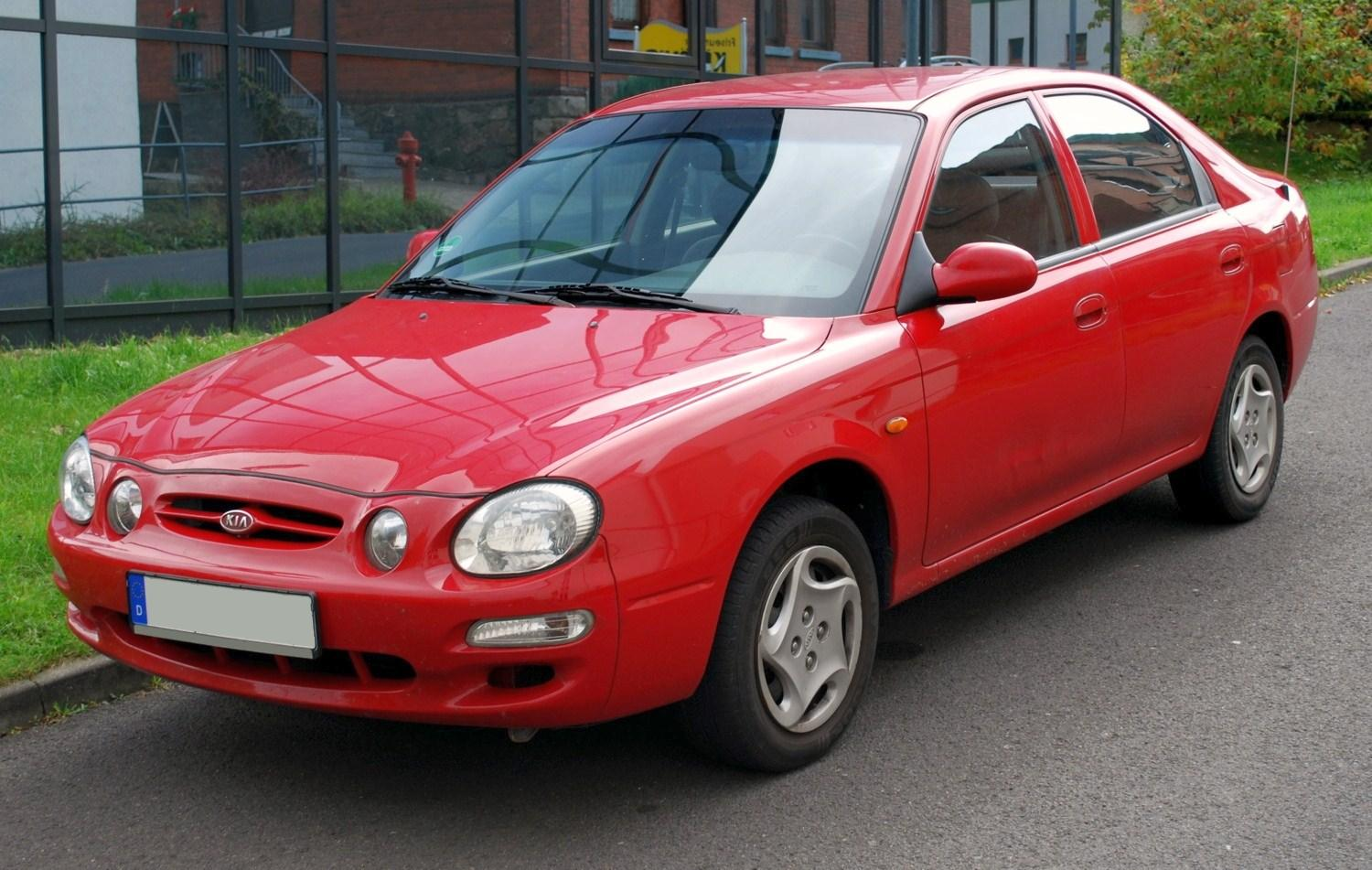
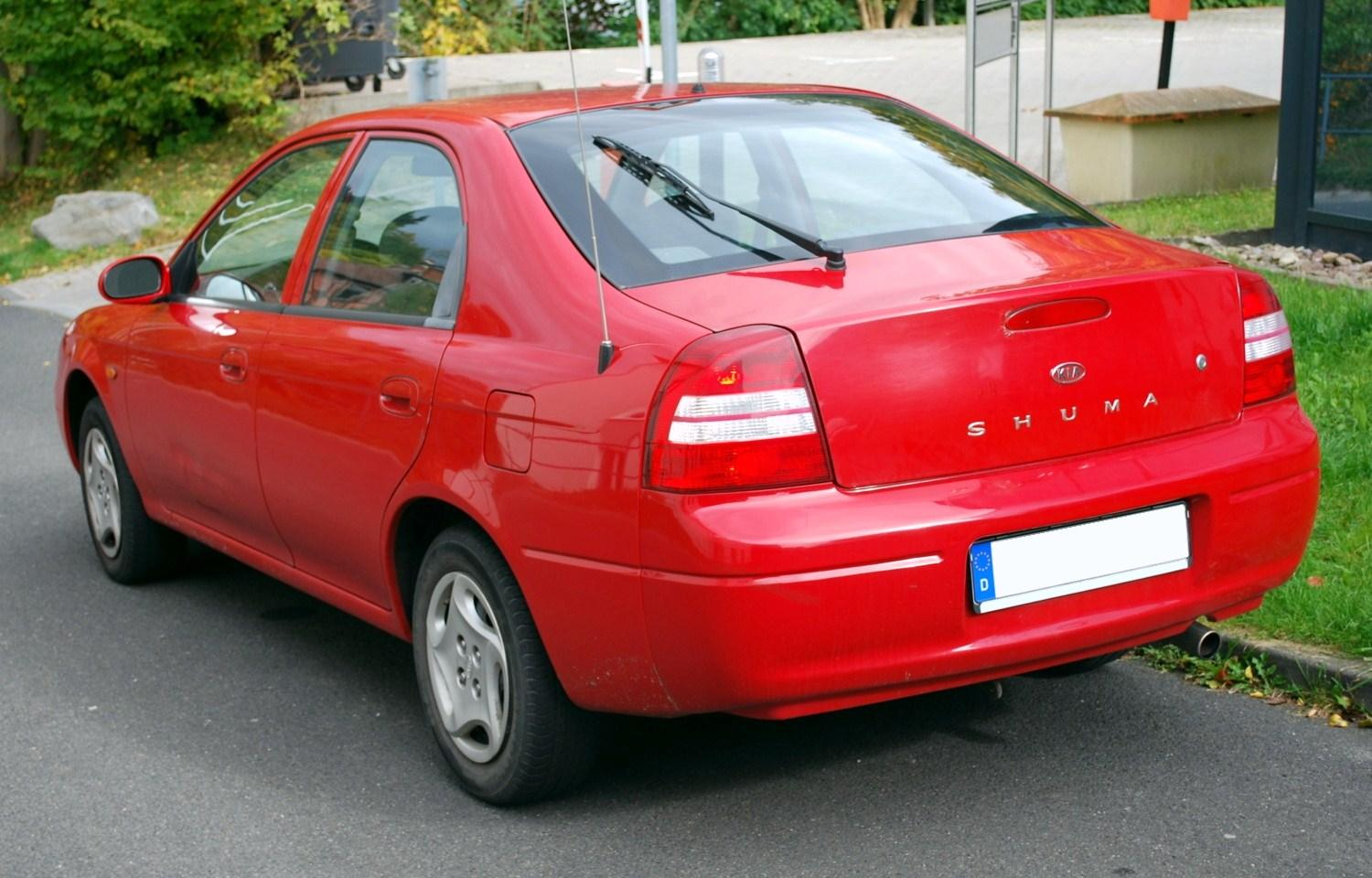

## Shuma II
Вторая Shuma появилась в 2001 году.

### Двигатели
- 1,6 литровый, бензиновый 75 кВт/101 л. с., 16V модель s6d
- 1,8 литровый, бензиновый 84 кВт/114 л. с. модель t8

### Галерея

Kia Shuma II
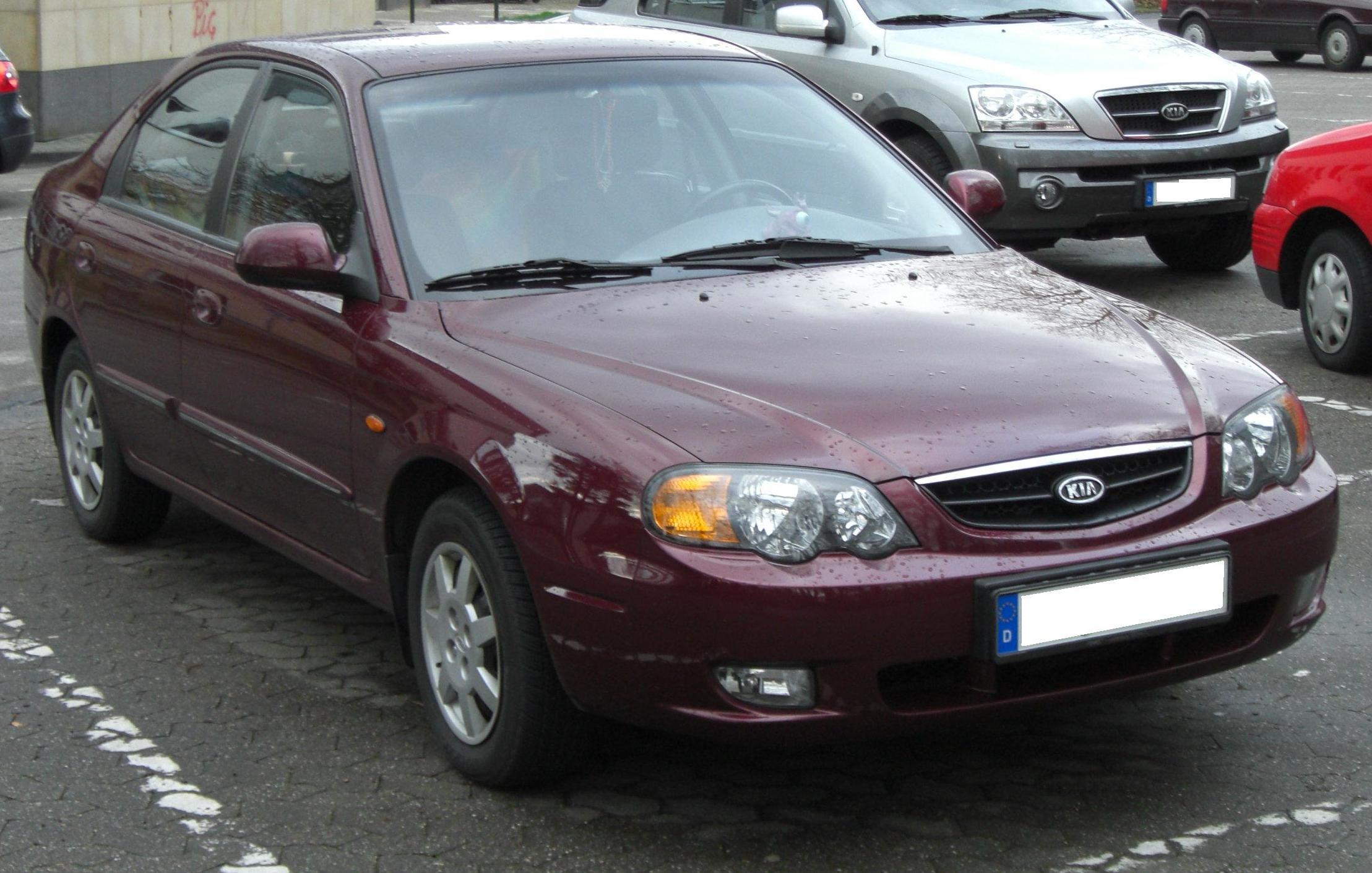
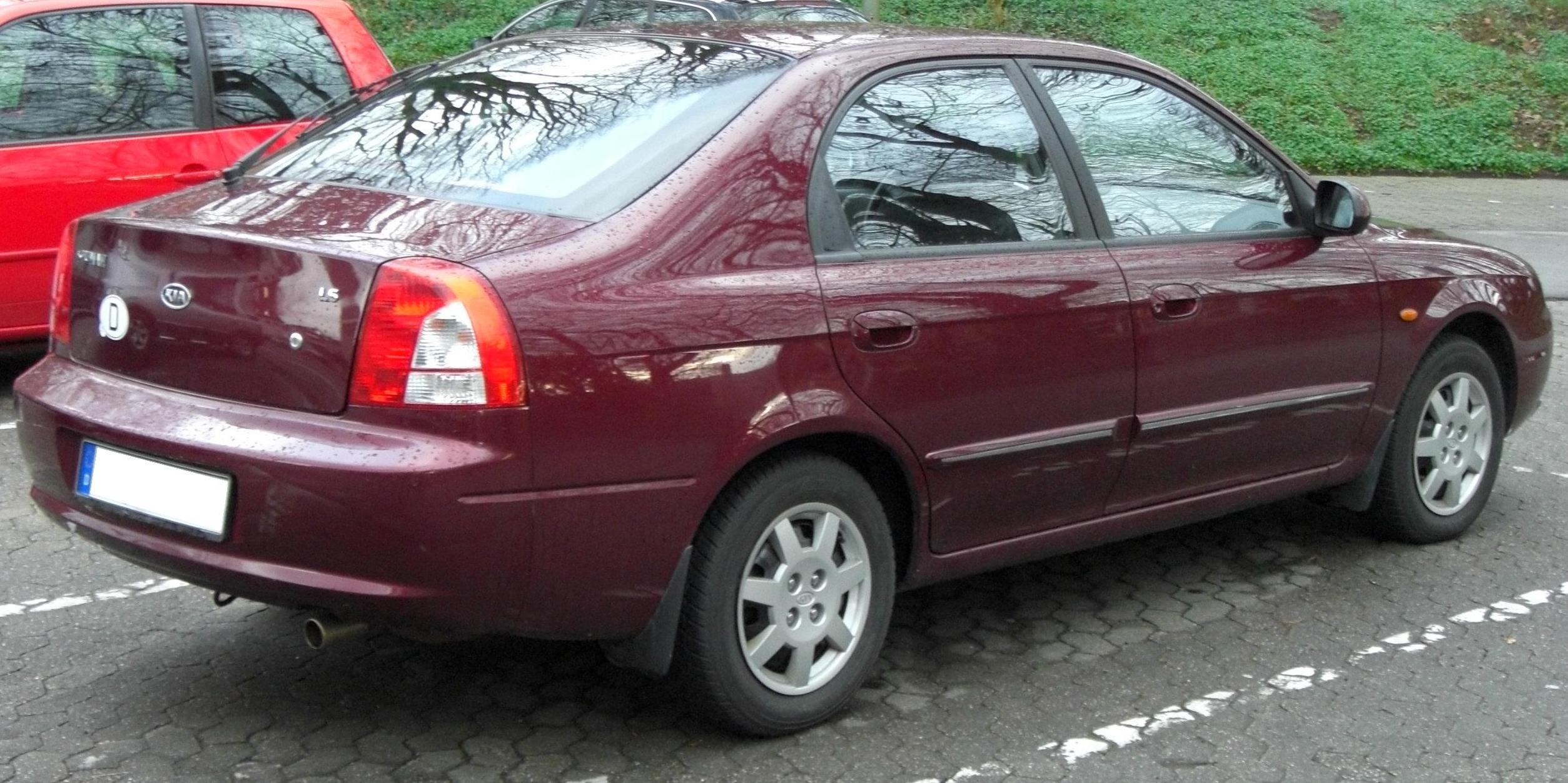
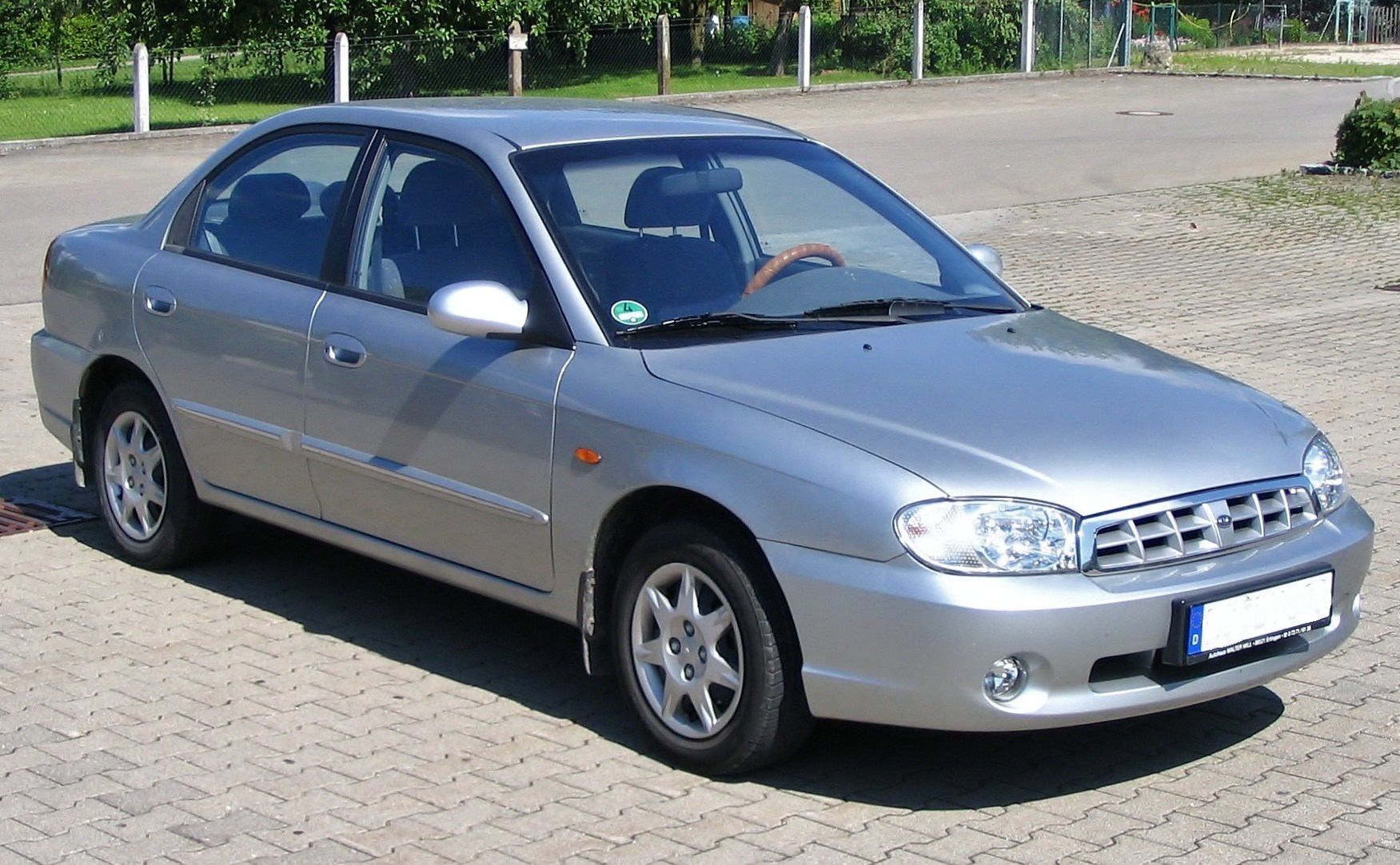